# Сабия
Са̀бия (на италиански: Sabbia; на пиемонтски: Sabia) е село в Северна Италия, община Варало, провинция Верчели, регион Пиемонт. Разположено е на 728 m надморска височина.